# 勒克尼茨河

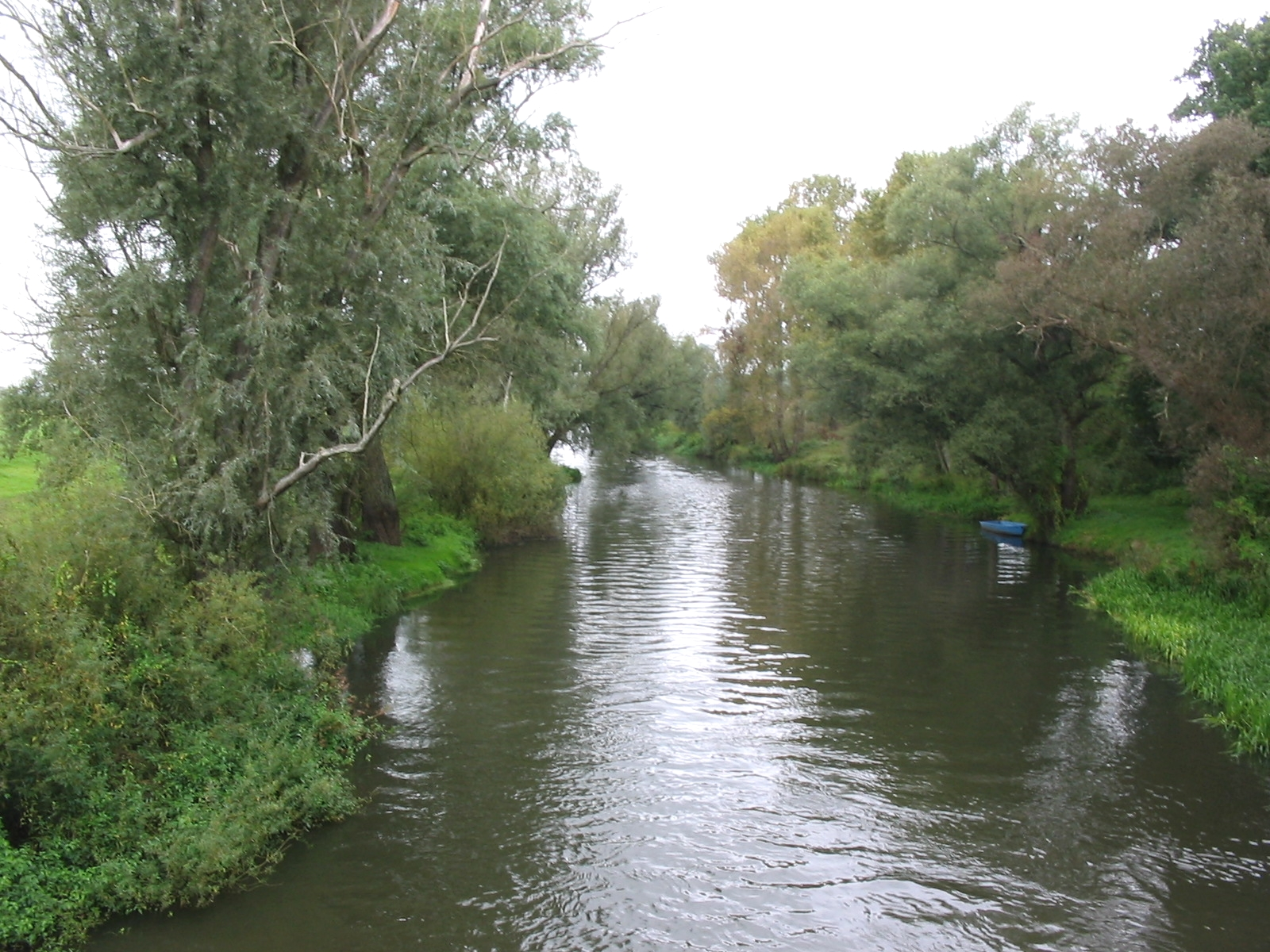

勒克尼茨河（德語：Löcknitz，發音：[ˈlœknɪts]）是德國的河流，位於該國北部，屬於易北河的右支流，河道全長66公里，流域面積937平方公里，發源自帕爾希姆以南，河畔城鎮有薩爾茨韋德爾、武斯特羅、卡尔施泰特、呂肖和丹嫩贝格。